# الساحلة (الرضمة)

تعديل مصدري - تعديل

الساحلة محلة تابعة لقرية الاجلب، التابعة لعزلة أزال بمديرية الرضمة إحدى مديريات محافظة إب في الجمهورية اليمنية.، بلغ تعداد سكانها 101 حسب تعداد اليمن لعام 2004.